# Enrique Lee
Enrique Segundo Lee Flores (Arica, 16 de diciembre de 1967) es un médico cirujano y político independiente. Actualmente ejerce como diputado por el Distrito N°1 de la Región de Arica y Parinacota, por el periodo 2022-2026.

## Biografía
Es hijo de Eduardo Lee Vásquez, de origen chino-chileno, y Oriela Flores Cuellar. Es un Médico General de la Universidad de Concepción, con un Magister en Ciencias Médicas mención Cirugía de la Universidad de la Frontera. En 1997, fue becado por la Pontificia Universidad Católica de São Paulo para realizar una especialización formal en Cirugía Plástica. Desde 1994 ejerció en el Servicio de Urgencia y Cirugía del Hospital Dr. Juan Noé de Arica, hasta el año 2004 que renuncia, para ejercer su profesión de manera privada. Actualmente es Director de Artemed, un Centro Médico de Especialidades, dedicado a la Medicina Regenerativa y Terapia Celular.
También se dedica a labores académicos en la Universidad de Tarapacá y en la Asociación Chilena de Seguridad.

## Carrera política
El año 2013, cuando fue candidato independiente a diputado por el Distrito N.° 1 en las elecciones parlamentarias de ese año, ocasión en donde obtuvo cerca de un 6% de los votos sin resultar electo.
Su carrera continuó el año 2017, cuando fue candidato a senador por la Región de Arica y Parinacota en las elecciones parlamentarias de 2017, donde obtuvo la primera mayoría pero no resultó electo, como consecuencia del sistema electoral proporcional conocido como Sistema D'Hondt.
El año 2021 anuncia su candidatura a la gobernación de la Región de Arica y Parinacota, en las elecciones de gobernadores regionales de 2021, donde no resultó electo. Fue candidato a diputado como independiente, en un cupo del Partido Regionalista Independiente Demócrata, en las elecciones parlamentarias de 2021 por el Distrito 1, resultando electo con la segunda mayoría.
El 11 de marzo de 2022 asume el cargo de diputado de la República. Integra las comisiones permanentes de Futuro, Ciencias, Tecnología, Conocimiento e Innovación; y Zonas Extremas y Antártica Chilena. Tras la disolución legal del PRI, se integró a la bancada de Evópoli, pero en mayo del 2022 es expulsado de esta, luego de haber firmado una acusación constitucional contra el ex-Canciller, Andrés Allamand. En julio de 2022 se integró a la bancada del Partido de la Gente.En 2023, renunciaria al Partido de la Gente.

## Historial electoral

### Elecciones parlamentarias de 2013
- Elecciones parlamentarias de 2013, candidato a diputado por el distrito N.° 1 (Arica, Camarones, Putre y General Lagos)[9]

### Elecciones parlamentarias de 2017
- Elecciones parlamentarias de 2017, candidato a senador por la 1° Circunscripción, Región de Arica y Parinacota (Arica, Camarones, Putre y General Lagos)[10]

### Elecciones de gobernador regional de 2021
- Elecciones de gobernadores regionales de 2021, candidato a gobernador por la Región de Arica y Parinacota, Primera vuelta.

- Elecciones de gobernadores regionales de 2021, candidato a gobernador por la Región de Arica y Parinacota, Segunda vuelta.

### Elecciones parlamentarias de 2021
- Elecciones parlamentarias de 2021, candidato a diputado por el distrito N.° 1 (Arica, Camarones, Putre y General Lagos)[11]